# Bartholomeus Bossi
Bartholomeus Bossi (* um 1713; † nach 1764) war ein Stuckator.

## Leben und Wirken
Bartholomeus Bossi kam aus einer großen Familie von Stuckatoren, die aus Oberitalien stammte. Mitglieder der Familie gestalteten viele Residenzen in Deutschland und Österreich. Bartholomeus Bossi, der, gegebenenfalls über Lübeck reisend, ab 1744 in Plön verzeichnet ist, heiratete hier am 10. April desselben Jahres Anna Elsabe, geborene Otten, verwitwete Classen († 1789). Das Ehepaar bekam eine Tochter, die den Plöner Gärtner namens Klein heiratete. Ein Nachkomme der beiden namens R. Brockhaus, der 1939 seinen Wohnsitz in Berlin hatte, dokumentierte die geschichtlichen Daten der Familie.
Am 28. Juli 1744 pachtete Bossi die nahe Plön gelegene Fegetasche, ein seit dem Mittelalter bekanntes Zollhaus mit Gastwirtschaft zwischen Edebergsee und Großem Plöner See, direkt an der heutigen B 76. Das zu zahlende Pachtgeld betrug jährlich 159 Reichstaler. Der mit Herzog Friedrich Karl von Schleswig-Holstein-Plön verhandelte Vertrag sollte am Michaelistag 1744 mit einer Laufzeit von 20 Jahren in Kraft treten. Bossi verfügte somit über eine Landwirtschaft, Fischerei, eine Einnahmestelle für Zölle und eine Krugwirtschaft.
Bossi arbeitete als schlecht bezahlter Stuckator und erhoffte vermutlich, mit der Pacht der Fegetasche ausreichende weitere Einnahmen erzielen zu können. Die Kammer des Herzogs kürzte seine Rechnungen, bezahlte diese wiederholt nicht und behielt Pacht ein. 1749 und 1755 bat Bossi den Herzog schriftlich um Hilfe aufgrund seiner prekären wirtschaftlichen Situation. Scheinbar war der Stuckator nicht in der Lage, die Fegetasche im Nebenerwerb ausreichend zu bewirtschaften.
Zu Bossis bekannten Arbeitsstellen als Stuckator zählten das Schloss Traventhal (1744–1749), das Plöner Schloss (1744–1757) und das dortige Prinzenhaus (1747–1750). Herzog Friedrich Carl notierte hierzu, dass Bossi „seine Arbeiten, so er auf dem hiesigen Schloß und zu Traventhal bisher verfertiget und neu verfertigen wird“, keine Bezahlung erhalten werde. Ab 1745 schuf er die Rokokostuckaturdecke auf Gut Emkendorf, das 1764 Jean Henri Desmercières kaufte. In Desmercières Umfeld gestaltete Bossi, gegebenenfalls aber auch sein Geselle Anton Renn, Stuckaturen im Witwenpalais.
Von den Werken Bossis, die er in herzoglichem Auftrag schuf, blieben nur wenige erhalten. Da er keine Anstellung als Hofstuckator hatte, konnte er auch anderweitige Aufträge übernehmen. Als neben Carlo Donato Martini wichtigster Künstler des Rokoko in Schleswig-Holstein besserte sich seine Lage jedoch lebenslang nicht. 1755 bat er, auch die Eutinische Post ausfahren zu dürfen, „um seinen gäntzlichen Untergang zu verhüten“.
Nach dem Tod des Herzogs Friedrich Carl und dem damit verbundenen Übergang des Herzogtums an die dänische Krone 1761 endete sehr wahrscheinlich auch Bossis Schaffenszeit in der Region. Bekannt ist, dass ihm König Friedrich V. 1764 jährlich 100 Taler für Stuckarbeiten zahlte. Da dieser Betrag niedrig ist, führte Bossi möglicherweise Reparaturen durch.